# StarCrew
株式会社StarCrew（スタークルー、英: StarCrew CO.,LTD.）は、日本の芸能事務所、音響制作会社。主に声優やタレントのマネージメントを行うほか、音楽や映画、テレビ番組、ラジオ番組等の制作も行っている。音楽プロモーション会社「株式会社モストカンパニー」のグループ会社。

## 概要
2021年8月18日に設立された。9月30日、公式サイトが開設された。
前述した通り声優等のマネージメントや番組等の制作を行うほか、タレントグッズ商品の企画や販売、使用権の管理、イベントの企画および運営も行っている。
設立から2か月後の2021年10月1日には20年間シグマ・セブンに所属していた水樹奈々が同日付で本事務所に移籍した。なお、モストカンパニーは、水樹のファンクラブ「S.C. NANA NET」の運営会社でもある。
その後、2021年11月1日付で瀬戸麻沙美が、2022年4月1日付で福圓美里が、いずれもシグマ・セブンより、2023年4月1日付で日高里菜が大沢事務所より移籍している。

## 所属タレント
- 瀬戸麻沙美
- 日高里菜[5][6]
- 福圓美里
- 水樹奈々

## 関連会社

### グループ会社
- 株式会社モストカンパニー
- 株式会社モストプランニング
- 株式会社ボイスキット
- 株式会社Rush Style
- 株式会社アズプロジェクト
- 株式会社インアンドアウト